# Vains of Jenna
I Vains of Jenna sono stati un gruppo Sleaze Metal svedese formatosi nel gennaio 2005 a Falkenberg.

## Storia dei Vains of Jenna
La band ha pubblicato il suo disco d'esordio, Lit Up/Let Down, sotto l'etichetta di Bam Margera Filthy Note. Il gruppo è inoltre prodotto dal leader dei Tuff Stevie Rachelle. A marzo 2010, dopo l'uscita di due album, cinque anni di collaborazione e svariati concerti in Europa e America, Lizzy DeVine, cantante e ritmico del gruppo, nonché principale frontman, lascia il gruppo. Neanche i membri della band riescono a dare una spiegazione alla scelta del loro compagno: lo stesso Nicki Kin, in un'intervista concessa a Sleaze Roxx, si limita a raccontare della svogliatezza con cui Lizzy svolgeva il suo ruolo negli ultimi tempi. I VOJ ci riprovano reclutando Jesse Forte alla voce e cambiando fortemente la propria immagine virando da uno stile Glam/Sleaze ad atteggiamenti quasi Emo Rock, sound compreso.
L'entrata nel gruppo di Jesse Forte ha suscitato opinioni molto diverse fra i fans, i quali devono però accettare il fatto che se il gruppo ha continuato a suonare (intraprendendo un tour europeo nel 2011) è proprio grazie all'entrata di Jesse.
A gennaio 2012 la Band annuncia lo scioglimento, avvenuto in modo consensuale e amichevole tra i membri del gruppo.
Nel 2015 l'ex cantante del gruppo Lizzy DeVine forma una nuova band (The Cruel Intentions) dopo anni di silenzio.

## Formazione

### Formazione attuale
- Jesse Forte - voce
- Nicki Kin - chitarra solista
- JP White - basso
- Jacki Stone - batteria
- Anton Sevholt-chitarra (per Europa)
- Roxy Vayn - chitarra (per America)

### Ex componenti
- Lizzy DeVine - voce, chitarra ritmica

## Discografia

### Album in studio
- 2006 - Lit Up/Let Down
- 2009 - The Art of Telling Lies
- 2011 - Reverse Tripped

### EP
- 2005 - Noone's Gonna Do It For You

### Raccolte
- 2006 - The Demos